# Gauliga Mittelrhein 1938/39
Die Gauliga Mittelrhein 1938/39 war die sechste Spielzeit der Gauliga Mittelrhein des Deutschen Fußball-Bundes. Die Gauliga wurde in dieser Saison in einer Gruppe mit zehn Mannschaften im Rundenturnier ausgespielt. Die Gaumeisterschaft sicherte sich zum ersten Mal die SpVgg Sülz nur auf Grund des damals gültigen besseren Torquotienten gegenüber dem SSV Troisdorf 05. Damit qualifizierten sich die Kölner für die deutsche Fußballmeisterschaft 1938/39, bei der sie in einer Gruppe mit Fortuna Düsseldorf und Viktoria Stolp den zweiten Platz erreichten, welcher nicht zum Weiterkommen ausreichte. Da die Gauliga in der nächsten Saison auf 13 Mannschaften aufgestockt wurde, gab es in dieser Saison keine Absteiger.

## Abschlusstabelle
| Pl. | Verein               | Sp. | S | U | N  | Tore    | Quote | Punkte |
| --- | -------------------- | --- | - | - | -- | ------- | ----- | ------ |
| 1.  | SpVgg Sülz 07        | 18  | 7 | 8 | 3  | 032:180 | 1,78  | 22:14  |
| 2.  | SSV Troisdorf 05 (N) | 18  | 9 | 4 | 5  | 051:490 | 1,04  | 22:14  |
| 3.  | TuRa Bonn            | 18  | 8 | 5 | 5  | 030:370 | 0,81  | 21:15  |
| 4.  | Rhenania Würselen    | 18  | 7 | 6 | 5  | 036:330 | 1,09  | 20:16  |
| 5.  | VfR Köln 04 rrh.     | 18  | 7 | 6 | 5  | 032:310 | 1,03  | 20:16  |
| 6.  | VfL Köln 1899        | 18  | 6 | 7 | 5  | 038:280 | 1,36  | 19:17  |
| 7.  | Mülheimer SV 06      | 18  | 7 | 3 | 8  | 032:340 | 0,94  | 17:19  |
| 8.  | SV Beuel 06 (M)      | 18  | 7 | 3 | 8  | 027:350 | 0,77  | 17:19  |
| 9.  | TuS Neuendorf (N)    | 18  | 4 | 5 | 9  | 038:340 | 1,12  | 13:23  |
| 10. | Alemannia Aachen     | 18  | 1 | 7 | 10 | 023:400 | 0,58  | 09:27  |

| (M) | Titelverteidiger               |
| (N) | Aufsteiger aus der Bezirksliga |